# Le Boullay-les-Deux-Églises

Le Boullay-les-Deux-Églises este o comună în departamentul Eure-et-Loir, Franța. În 1 ianuarie 2022 avea o populație de 250 de locuitori.